# Osama Krayem
Osama Krayem, även känd som Naim eller Naim al Hamed, född 16 augusti 1992 i Malmö, är en svenskfödd dömd terrorist som var involverad i bombningarna i Bryssel i mars 2016 som utfördes av terroristcellen  Brussels ISIL terror cell(en). Han har även kunnat kopplas som medhjälpare i attackerna i november 2015 i Paris. Han arresterades den 8 april 2016 av den belgiska polisen.

## Biografi
Krayem föddes 1992 i Malmö som son till palestinska invandrare från Syrien och växte upp i Rosengård i Malmö kommun. Vid elva års ålder medverkade han i dokumentärfilmen Utan gränser – en film om idrott och integration, från 2005 som beskrevs av Aftonbladet som en dokumentär om en lyckad integration i det svenska samhället.
Krayem anses ha radikaliserats i början av tjugoårsåldern. Han tittade ofta på videor av Anwar al-Awlaki, en amerikansk och jemenitisk imam och islamisk föreläsare samt påstådd senior rekryterare som deltagit i planeringen av terroristattacker för den islamistiska militanta gruppen al-Qaida. Krayem försökte också rekrytera andra arabsvenska ungdomar att gå med i kampen i Syrien.
Innan han arresterades i Bryssel den 8 april 2016 var han en av Europas mest eftersökta rymlingar och ansågs vara en förhärdad IS-terrorist.
Wall Street Journal rapporterade den 20 april 2016 att de belgiska myndigheterna stavade förnamnet "Ossama", där det tidigare hade blivit publicerat som "Osama". Hans frihetsberövande förlängdes med en månad samma dag.

## Terroristmedverkan
Krayem lämnade Sverige någon gång under 2014 för att ansluta sig till den islamiska staten Irak och Levanten (IS) i Syrien för att kämpa jämsides med IS mot Assad. Han sägs vara en av de första svenska muslimer som lämnade landet för att ansluta sig till IS. I januari 2015 identifierades han ännu en gång av den svenska pressen i ett Facebook-meddelande som han skickade till sin bror i Sverige, som visar honom i Deir ez-Zor i Syrien klädd i uniform stående framför en IS-flagga och hållande en AK-47. Den 14 mars 2015 lade han upp ett filmklipp på sin Facebook-sida som visar en 19 år gammal palestinier från Jerusalem som blir avrättad. Flera personer från Malmö, bland dem Krayems bror och vänner, gillade klippet tillsammans med andra individer i Syrien. År 2018 fastslog belgiska utredare att Krayem var på plats när den 26-årige jordanska piloten Moaz al Kasasbeh brändes ihjäl av IS i januari 2015.
Han återvände senare till Europa med ett falskt pass och reste migrantvägen från Syrien till Turkiet och vidare till Leros, Grekland där han presenterade sig den 20 september 2015 som Naïm Al Hamed (identifierad som en syrisk medborgare född den 1 januari 1988 och härstammande från Hama, Syrien enligt förfalskade papper). Under denna falska identitet fortsatte han till Europa och bosatte sig i Belgien. I början av oktober 2015 mötte Krayem enligt uppgift Salah Abdeslam i Ulm i Tyskland för att diskutera eventuellt samarbete i terroristattacker. Abdeslam var en av de belgiska misstänkta terroristerna som var involverade i terrordåden i Paris 2015 (bland annat vid teatern Bataclan). Abdeslam flydde och gömde sig i Molenbeek, Belgien där han så småningom greps den 18 mars 2016.
Krayem tros vara mannen som ses på videoövervakningsbilder i köpcentret Bryssel City 2, där han köpte ryggsäckarna som senare användes för terrorattacken den 22 mars 2016 på Bryssels flygplats i Zaventem. Hans DNA hittades i Schaarbeek (Bryssel) i lägenheten som användes av flygplatsbombarna. Han ansågs ha varit den andra mannen tillsammans med bombaren Khalid El Bakraoui vid tunnelbanestationen Pétillon. El Bakraoui anses ha genomfört bombningen av tunnelbanestationen Maelbeek minuter senare under morgonen den 22 mars 2016. Under förhör bekräftade Krayem att han var den andra tunnelbombaren och förklarade att han kände ånger i sista stund och därför aldrig försökte detonera sin självmordsbomb.
Den 19 april 2016 kunde Krayem kopplas till attackerna i november 2015 i Paris, eftersom det kunde fastslås att hans DNA påträffats i de lägenheter som användes av angriparna. I juni 2018 utlämnades han till Frankrike till det nationella gendarmeriet för att utredas angående sin roll i attacken den 13 november i Paris, där 130 dödades. I juni 2022 dömdes han till 30 års fängelse, för att skaffat vapen och givit hjälp till de som utfört terrordåden
Den 25 juli 2023 dömdes Krayem även i Bryssel, då 32 människor, varav två svenskar, miste livet. I detta fall dömdes åtta män. Sex av de dömda männen (Oussama Atar, Mohamed Abrini, Osama Krayem, Salah Abdeslam, Ali El Haddad Asufi och Bilal El Makhoukhi), dömdes för mord genom terroristbrott. De resterande två männen, Sofien Ayari och Hervé Bayingana Muhirwa, dömdes  för deltagande i en terroristorganisations verksamhet.
Krayem begärdes häktad 20 januari 2025 av svensk åklagare, misstänkt för grov krigsförbrytelse och terroristbrott genom sin delaktighet i avrättningen av den jordanska stridspiloten Muath al-Kasasbeh, vars flygplan sköts ned i närheten av Raqqa i Syrien den 24 december 2014. Mordet på al-Kasasbeh inträffade någon gång mellan nedskjutningen och den 3 februari 2015.